# 麥迪遜 (緬因州)
麥迪遜（英語：Madison）是一個位於美國緬因州薩默塞特縣的鎮。

## 人口
根據2020年美國人口普查的數據，麥迪遜的面積為141.98平方千米，當中陸地面積為134.37平方千米，而水域面積為7.60平方千米。當地共有人口4726人，而人口密度為每平方千米33人。